# Семенюк, Иван Иванович
Ива́н Ива́нович Семеню́к (2 [15] февраля 1917, Минск — 26 апреля 1973, там же) — Герой Советского Союза (1 июля 1944), полковник (1957; снижен до подполковника в 1959, восстановлен в 1961). Военный лётчик 1-го класса (1954).

## Биография
Родился 2 (15) февраля 1917 года в городе Минск (Белоруссия). Белорус. В 1932 году окончил 7 классов школы, в 1934 году — школу ФЗУ в Орше. Работал учеником помощника машиниста, слесарем и мастером по ремонту паровозов в паровозном депо станции Орша.
В армии с октября 1938 года. Обучался в школе младших авиационных специалистов (в Московском военном округе). В 1940 году окончил Батайскую военную авиационную школу лётчиков. Служил в строевых частях ВВС (в Западном и Киевском военных округах).
Участник Великой Отечественной войны: в июне — сентябре 1941 — командир звена 88-го истребительного авиационного полка, в сентябре 1941 — июле 1942 — командир звена 249-го истребительного авиационного полка, в июле 1942 — мае 1945 — командир звена, командир авиаэскадрильи 131-го (с февраля 1943 — 40-го гвардейского) истребительного авиационного полка. Воевал на Юго-Западном, Южном, Северо-Кавказском, Воронежском и 1-м Украинском фронтах. Участвовал в оборонительных боях на юге Украины, Донбассе и на Дону, в обороне Кавказа, Курской битве, битве за Днепр, освобождении Правобережной Украины и Польши, в Берлинской и Пражской операциях. За время войны совершил 396 боевых вылетов на истребителях И-16, ЛаГГ-3, Ла-5 и Ла-7, в 113 воздушных боях сбил лично 18 и в составе группы 9 самолётов противника.
За мужество и героизм, проявленные в боях, Указом Президиума Верховного Совета СССР от 1 июля 1944 года гвардии капитану Семенюку Ивану Ивановичу присвоено звание Героя Советского Союза с вручением ордена Ленина и медали «Золотая Звезда».
После окончания войны продолжал службу в строевых частях ВВС (в Центральной группе войск). В 1948 году окончил Липецкие высшие офицерские лётно-тактические курсы. Был заместителем командира и командиром полка (в Приморском военном округе).
Участник войны в Корее в феврале — августе 1952 года в должности командира 256-го истребительного авиационного полка.
Служил в Северном военном округе заместителем командира и командиром 722-го полка 22-й воздушной армии (1953—1957). В 1955 году окончил курсы усовершенствования командного состава при Военно-воздушной академии (Монино). Был заместителем командира дивизии (в Прикарпатском военном округе).

Памятник на могиле И. И. Семенюка

С июня 1961 года полковник И. И. Семенюк — в запасе. Жил и работал в Минске. Умер 26 апреля 1973 года. Похоронен на Восточном (Московском) кладбище в Минске.

## Награды и звания
- Герой Советского Союза (1.07.1944);
- два ордена Ленина (8.10.1943, 1.07.1944);
- два ордена Красного Знамени (30.12.1942, 22.07.1943);
- орден Отечественной войны 1-й степени (5.04.1945);
- два ордена Красной Звезды (3.11.1953, 22.02.1955);
- медаль «За боевые заслуги» (20.06.1949);
- другие медали.